# Milly Witkop
Milly Witkop Rocker (Zlapotol, 3 de março de 1877 — Crompond, 23 de novembro de 1955) foi uma militante anarcossindicalista e feminista ucraniana de origem judaica. Foi a companheira do proeminente anarcossindicalista alemão Rudolf Rocker, com quem teve um filho, Fermin Rocker. Foi uma figura importante no movimento anarquista judeu e uma das principais lideranças da Syndikalistischer Frauenbund (Federação Sindicalista das Mulheres — SFB), organização sindical feminina ligada à Freie Arbeiter Union Deutschlands (União Livre de Trabalhadores da Alemanha — FAUD). Também colaborou com os periódicos anarquistas Arbayter Fraynd, Germinal e Der Frauenbund.

## Primeiros anos e estadia em Londres

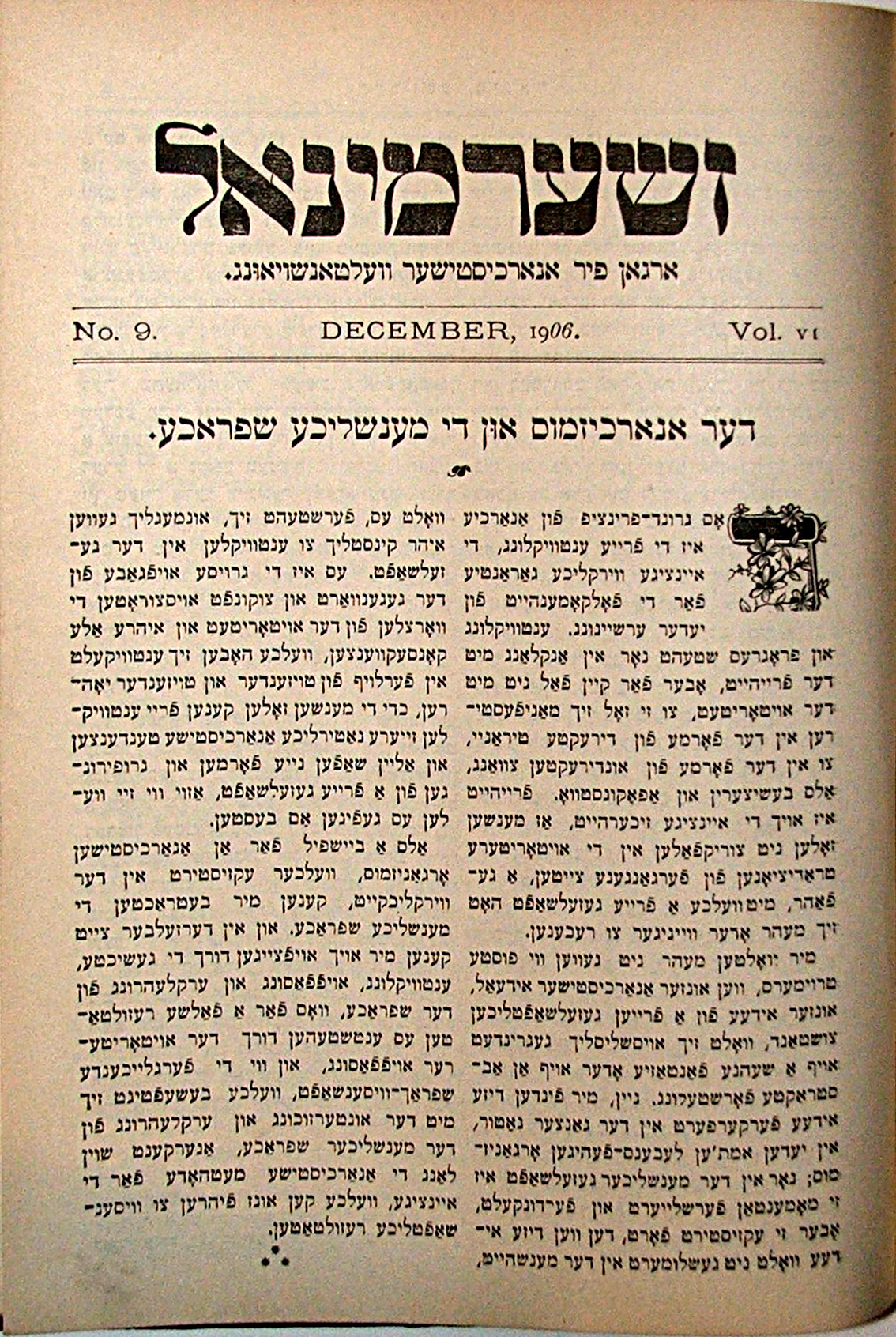
Edição de dezembro de 1906 da Germinal

Witkop nasceu em 1877 em Zlatopol, na Ucrânia, no seio de uma família judaica russo-ucraniana. Era a mais velha dentre suas quatro irmãs. Sua irmã mais jovem, Rose Witcop, também se tornaria anarquista. Em 1894, Witkop deixou a Ucrânia e partiu para Londres. Após o assassinato do czar Alexandre II, muitos judeus deixaram o Império Russo em decorrência dos pogroms que se seguiram. A maior parte deles pariu para o Reino Unido ou para os Estados Unidos.
Em Londres, ela trabalhou em uma oficina de costura e economizou dinheiro suficiente para financiar a passagem de seus pais e irmãs para a Inglaterra. As duras condições em que trabalhava levaram-na a questionar sua fé. Seu envolvimento em uma greve de padeiros a levou a envolver-se com o grupo em torno do periódico anarquista judeu Arbayter Fraynd. Ela passou a ser influenciada pelas obras do teórico anarquista Piotr Kropotkin. Em 1895, ela conheceu Rudolf Rocker no curso de sua militância. Em maio de 1898, Rocker a convidou para acompanhá-lo a Nova York, onde ele esperava encontrar emprego. Os dois, no entanto, não foram admitidos no país, pois se recusaram a se casar legalmente e retornaram ao Reino Unido no mesmo navio no qual vieram aos Estados Unidos. O assunto recebeu certa cobertura jornalística na imprensa americana da época, na qual os jornais atacaram o amor fora do casamento.
A partir de outubro de 1898, Rocker e Witkop passaram a co-editar o Arbeyter Fraynd. Em março de 1900, os dois começaram a publicar o periódico Germinal, mais focado em assuntos culturais. Em 1907, nasceu Fermin, o filho do casal. Rocker e Witkop se opuseram à Primeira Guerra Mundial quando ela eclodiu em 1914, ao contrário de outros anarquistas como Kropotkin, que apoiaram os Aliados contra os Impérios Centrais. Para aliviar a pobreza e a privação causadas pelo desemprego que acompanhou a guerra, Witkop e Rocker abriram um restaurante popular. Em dezembro de 1914, no entanto, Rocker, como muitos alemães e austríacos no Reino Unido, foi preso como um inimigo estrangeiro. Witkop continuou sua militância anti-guerra até ser presa também, já em 1916. Ela permaneceu presa até o outono de 1918, quando deixou o Reino Unido para se juntar a seu companheiro e seu filho na Holanda.

## Militância na Alemanha
Em um primeiro momento, Rocker e Witkop apoiaram a Revolução Russa de 1917, mas logo após a consolidação dos bolcheviques no poder, ambos passaram a criticar o caráter estatista e autoritário do que viria a ser a União Soviética. Em novembro de 1918, o casal se mudou para Berlim. Rocker foi convidado por Fritz Kater, dirigente da Freie Vereinigung deutscher Gewerkschaft (Associação Livre de Sindicatos da Alemanha — FVdG), para se unir a ele na construção da Freie Arbeiter Union Deutschlands (União Livre de Trabalhadores da Alemanha — FAUD), uma organização sindical anarquista. Rocker e Witkop se tornaram membros da FAUD. 
Após a fundação da FAUD no início de 1919, se iniciou uma discussão sobre o papel das mulheres no sindicato. A organização, dominada pelos homens, inicialmente ignorou as questões de gênero, mas logo as mulheres começaram a fundar seus próprios sindicatos, organizados paralelamente aos sindicatos regulares mas ainda filiados à FAUD. Witkop foi uma das fundadoras do Sindicato das Mulheres em Berlim, no ano de 1920. Em 15 de outubro de 1921, os sindicatos femininos realizaram um congresso nacional em Düsseldorf que resultou na criação da Syndikalistischer Frauenbund (Federação Sindicalista das Mulheres — SFB). Witkop elaborou o documento Was will der Syndikalistische Frauenbund? (O que a Federação Sindicalista das Mulheres quer?), adotado como programa da SFB. Witkop também foi uma das principais colaboradoras do periódico Der Frauenbund, editado pela SFB a partir de 1921 como um suplemento de Der Syndikalist, órgão da FAUD.
Witkop compreendia que as mulheres proletárias eram exploradas não apenas pelo capitalismo, mas também por seus colegas do sexo masculino, argumentando que as mulheres deveriam lutar ativamente por seus direitos, da mesma forma que os trabalhadores deveriam lutar contra o capitalismo. Ela também insistiu na necessidade das mulheres tomarem parte na luta de classes e defendeu a necessidade de uma organização autônoma das mulheres no interior da FAUD. Witkop também defendia que o trabalho doméstico fosse valorizado da mesma forma que o trabalho assalariado. Em um artigo publicado em 1921 no periódico Der Frauenbund, Witkop argumentou que a questão mais importante para a SFB era a "questão sexual", defendendo a greve de ventres e o acesso ao controle de natalidade. A propaganda em favor do controle de natalidade parece ter entusiasmado as trabalhadoras alemãs, uma vez que as reuniões públicas sobre o tema eram bem sucedidas e novos núcleos locais da SFB foram fundados após tais reuniões.

## Estados Unidos e últimos anos
Além da militância feminista e sindicalista, Witkop também lutou contra o racismo e o antissemitismo, e muitas vezes se frustrou com a falta de vontade no interior do movimento operário em combater o antissemitismo. A ascensão do nazismo na Alemanha no final da década de 1920 preocupou Witkop. Após o incêndio do Reichstag em fevereiro de 1933, Rocker e Witkop deixaram a Alemanha e foram para os Estados Unidos, onde continuaram sua militância anarquista. Com o início da Guerra Civil Espanhola em 1936, eles iniciaram uma campanha para divulgar o que ocorria na Espanha aos americanos. No outono de 1937, os dois se mudaram para uma comuna próxima de Lake Mohegan, em Crompond. Com o início da Segunda Guerra Mundial, Witkop, bem como Rocker e outros anarquistas como Max Nettlau e Diego Abad de Santillán, apoiaram os Aliados, argumentando que o nazismo não poderia ser derrotado por meios pacíficos.
Ao fim da Segunda Guerra, Rocker e Witkop enviaram apoio material aos anarquistas alemães que haviam sobrevivido ao regime nazista. Também nutriu certa simpatia pelo movimento sionista, ao mesmo tempo que permaneceu cética frente à ideia de que a criação de um Estado nacional poderia resolver a "questão judaica". Ela defendeu que o novo país fosse administrado conjuntamente por árabes e judeus e elogiou os kibutzim cooperativos.
Witkop faleceu no dia 23 de novembro, em 1955. Ela já vinha enfrentando problemas respiratórios havia alguns meses.